# 黃花蜜菜
黃花蜜菜（學名：Sphagneticola calendulacea）是菊目菊科向日葵族的一個物種。舊稱蟛蜞菊，舊屬蟛蜞菊屬（Wedelia），今屬南美蟛蜞菊屬，是南美蟛蜞菊屬五個物種唯一在亞洲發現的物種，分佈於中國、日本、印度、斯里蘭卡、中南半島、印尼及菲律賓。
黃花蜜菜含有蟛蜞菊内酯、去甲基蟛蜞菊内酯及木犀草素、芹菜素等，為抑制雄激素以對抗前列腺癌之主要有效成分，還有抗炎、止血、治疗肺炎、肝硬化等功用。在台南，有養蝦場用曬乾的黃花蜜菜混和乳酸菌成為養殖白蝦和虱目魚的飼料，令飼養出來的海鮮保持低鈉、低鐵但高蛋白。

## 外部連結
- 蟛蜞菊 Peng Qi Ju （页面存档备份，存于） 中藥標本數據庫 (香港浸會大學中醫藥學院) （繁體中文）（英文）
- 昆明植物研究所. . 《中国高等植物数据库全库》. 中国科学院微生物研究所.   [2009-02-25]. （原始内容存档于2016年3月5日）.